# 維多利亞城

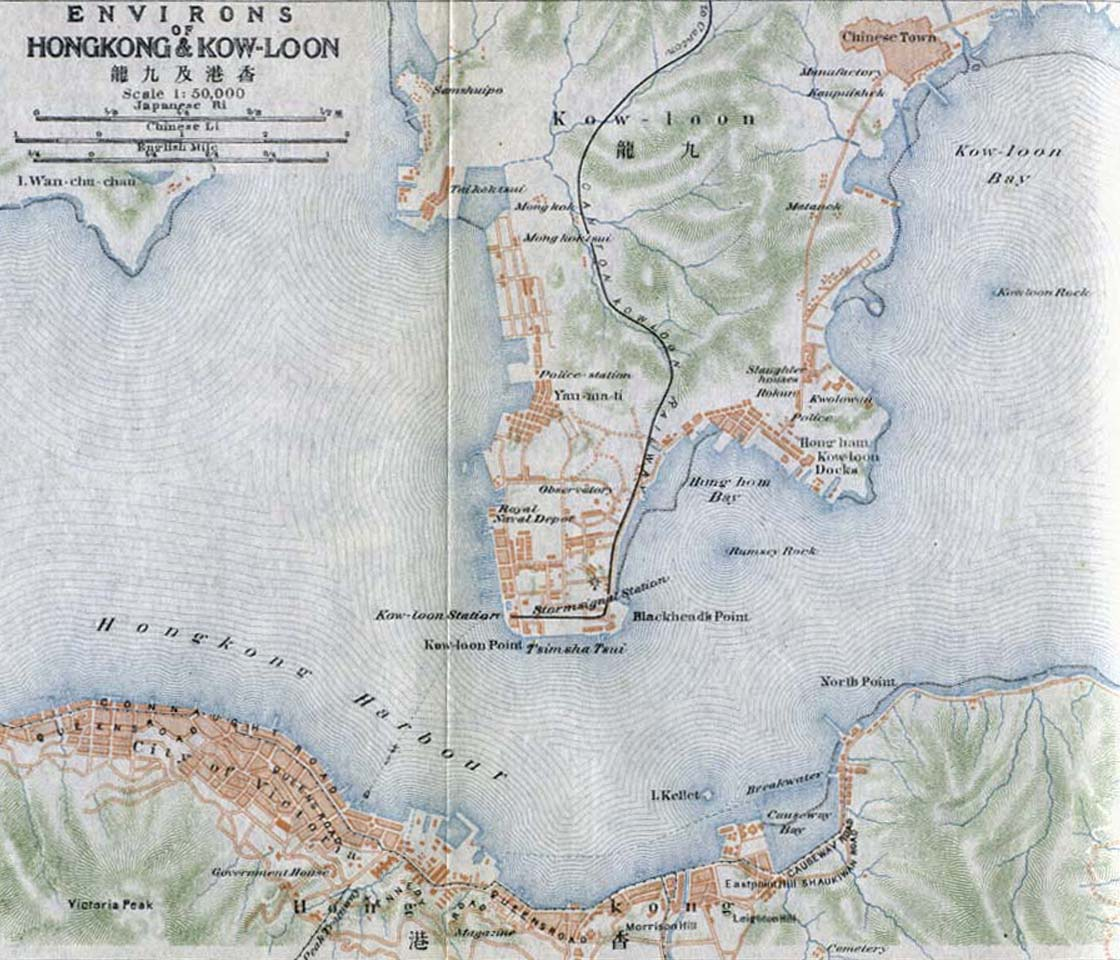
1915年香港地圖，下方為「維多利亞城」

維多利亞城（原譯域多利城，又稱女皇城或香港城，法定正式中文名稱為維多利亞市）為香港歷史上的一個城區，位於港島西北岸，即中西區及灣仔區一帶；其由英國人於1841年到達香港島後所建立，並以當時的英國君主維多利亞女皇命名，中心為香港聖公會的聖約翰座堂，為香港的政商核心地帶。

## 歷史

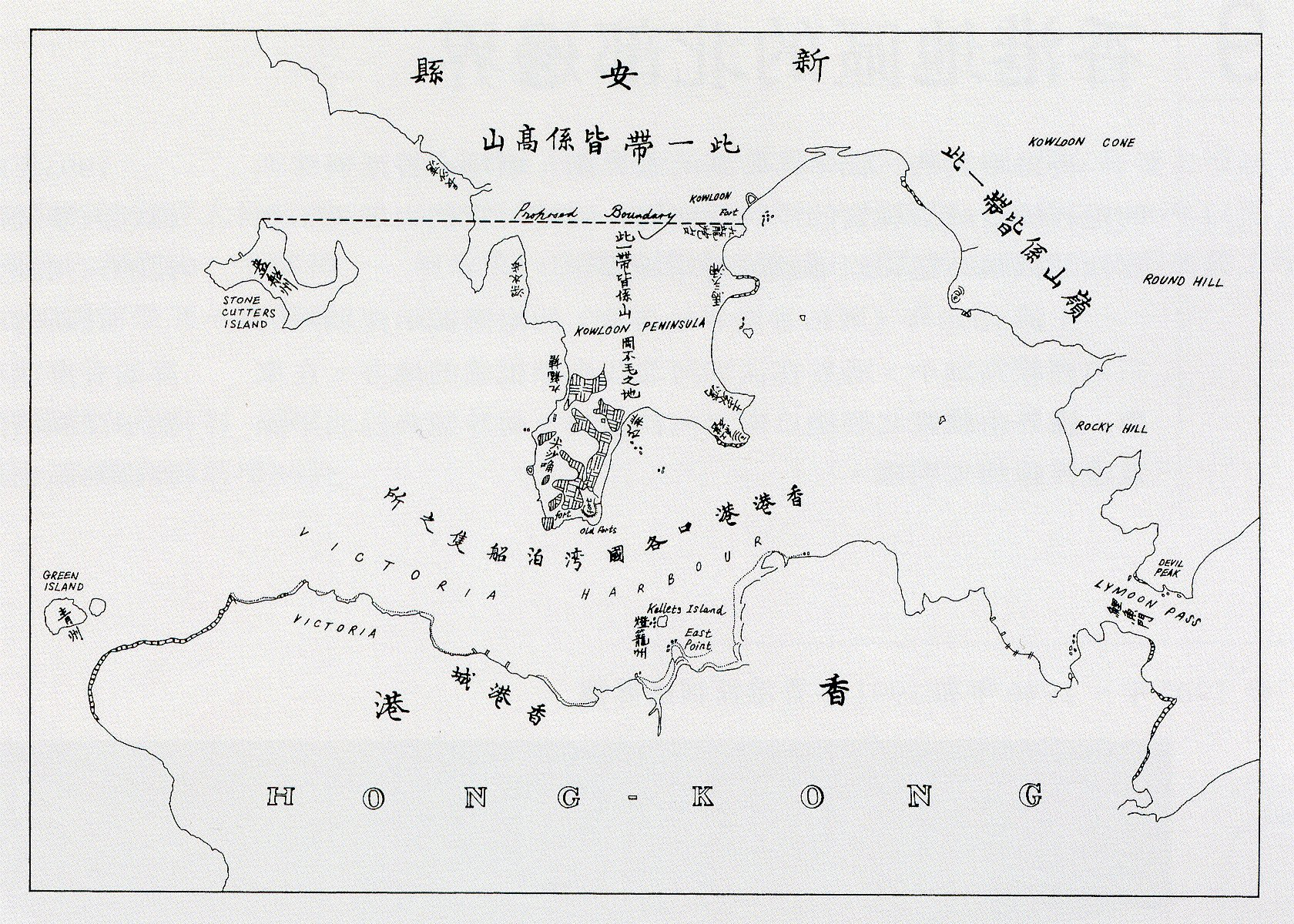
《北京條約》中的「香港城」

香港開埠至今，維多利亞城（今西上中環、金鐘、灣仔及銅鑼灣等地）一直是香港政府所在地和國際金融中心。不少書籍都標示維多利亞城為香港的首府。
1857年，英屬香港政府將維多利亞城範圍劃分為四環，即西環（包括堅尼地城、石塘咀和西營盤）、上環、中環和下環（今灣仔及銅鑼灣一帶）。1874年桂文燦編纂的《廣東圖說》同治刊本，當中以群帶路標誌為上環、中環、下環。而1866年的《新安縣全圖》，當時的群帶路所標示的位置亦在中環現址相近。除下環外，上述地名一直沿用至今。九約則是四環的細分，包括了東角和跑馬地等地，形成四環九約。當時區內交通工具以電車和巴士為主。
隨着發展，此名今日已經不多見，並且被中西區及灣仔區所取代，然而香港童軍、國際青年商會香港總會及扶輪社等組織仍然保留維多利亞城分區此名字，現時香港童軍總會港島地域共有7個轄下區會中仍設有維多利亞城區。維多利亞城的界線仍然被記錄在《香港法例》（稱「維多利亞市」）之中，於1903年設立的維多利亞城界碑亦仍然有10塊存在於城市界線上（今僅存9塊）。

## 地理與分區位置
北面以海港為限，最西面的界線在域多利道近西寧閣，南面則定主水平基準以上700呎的等高線為界，東面界線由玫瑰崗學校以東起穿過掃桿埔至興發街盡頭以北。範圍內最高點就是其南面界綫，而撇除隧道和下行道入口，最低點為維港海岸線：
北面界線 —— 海港；
西面界線 —— 由北至南畫一線，穿過內地段1299號的西北角位，並由該角位向南伸展850呎；
南面界線 —— 由西面界線的南端向東畫一線，直至與龍虎山附近高出主要基準面700呎的等高線相接，即在稱為“利福民螺釘”（Rifleman's Bolt）的水準標誌（按地平面嵌於皇家海軍辦事處及金鐘海軍船塢膳樓東牆的銅螺釘的最高點）對下17.833呎相接，然後沿該等高線畫至與東面界線相接為止；
東面界線 —— 沿銅鑼灣政府碼頭西邊畫一線，跟着沿興發街西邊，續沿高士威道北邊畫至摩頓臺，後沿摩頓臺西邊畫至內地段1580號東南角，續以直線延展80呎，然後沿棉花路北邊，再延至與黃泥涌谷以東的黃泥涌道西邊相接，續延至內地段1364號東南角，之後延至與南面界線相接為止。

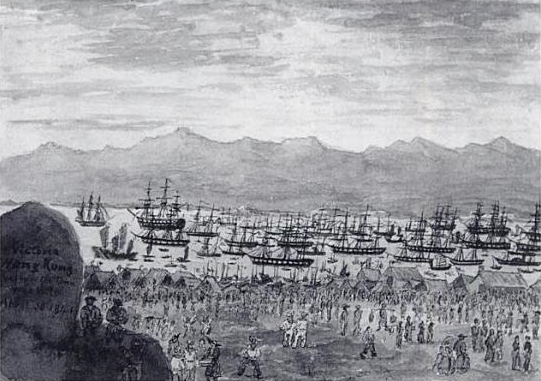
1841年4月
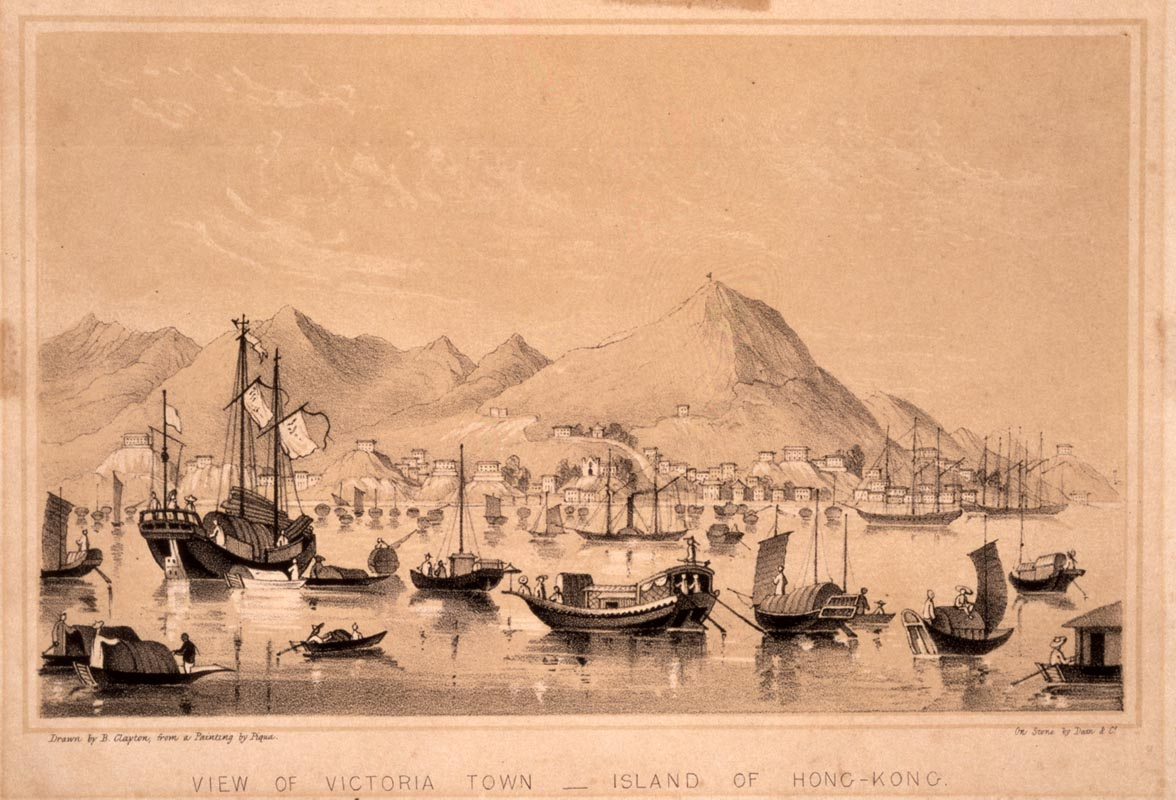
1850年
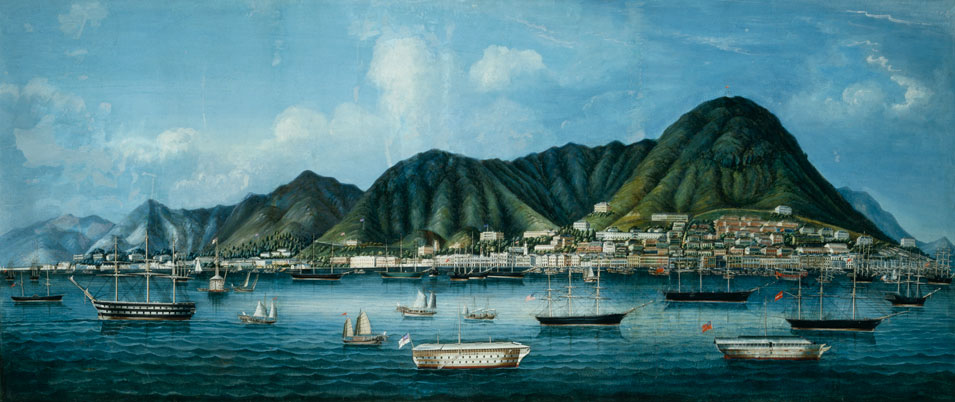
1860–65年
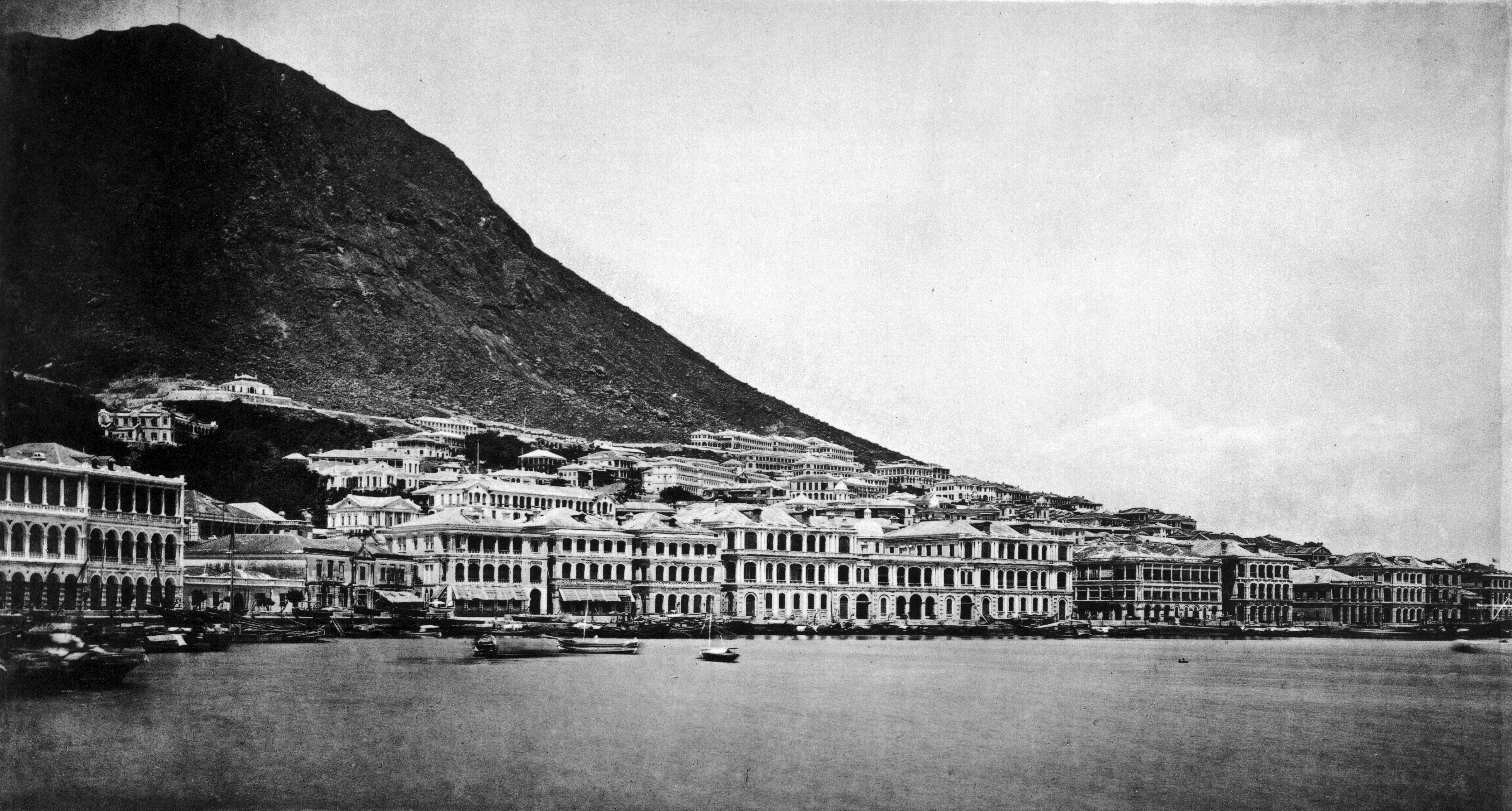
中環海旁，1870年代

## 首批定名的街道
根據1845年編製的維多利亞城地圖，首批定名的16條街道皆由第二任港督戴維斯 （John Francis Davis）最後確定，並依街道人名的官銜大小決定位置和佈局：
- 皇后大道（Queen's Road）
- 亞畢諾道（Arbuthnot Road）
- 堅道（Caine Road）
- 荷李活道（Hollywood Road）
- 押巴顛街（Aberdeen Street）
- 閣麟街（Cochrane Street）
- 德記拉街（D'Aguilar Street）
- 伊裡近街（Elgin Street）
- 歌賦街（Gough Street）
- 嘉咸街（Graham Street）
- 麟檄士街（Lyndhurst Terrace）
- 卑梨街（Peel Street）
- 砵典乍街（Pottinger Street）
- 士丹利街（Stanley Street）
- 威靈頓街（Wellington Street）
- 雲咸街（Wyndham Street）

## 界碑
1903年，香港政府豎立了至少七塊維多利亞城界碑，包括位於克頓道、薄扶林道、寶雲道、舊山頂道、黃泥涌道、域多利道和馬己仙峽道等地，其中前六塊保留至今。界碑石每塊高98厘米，上刻「City Boundary 1903」字樣。法例已訂明城市範圍，界碑只是象徵標記，不具法律意義。

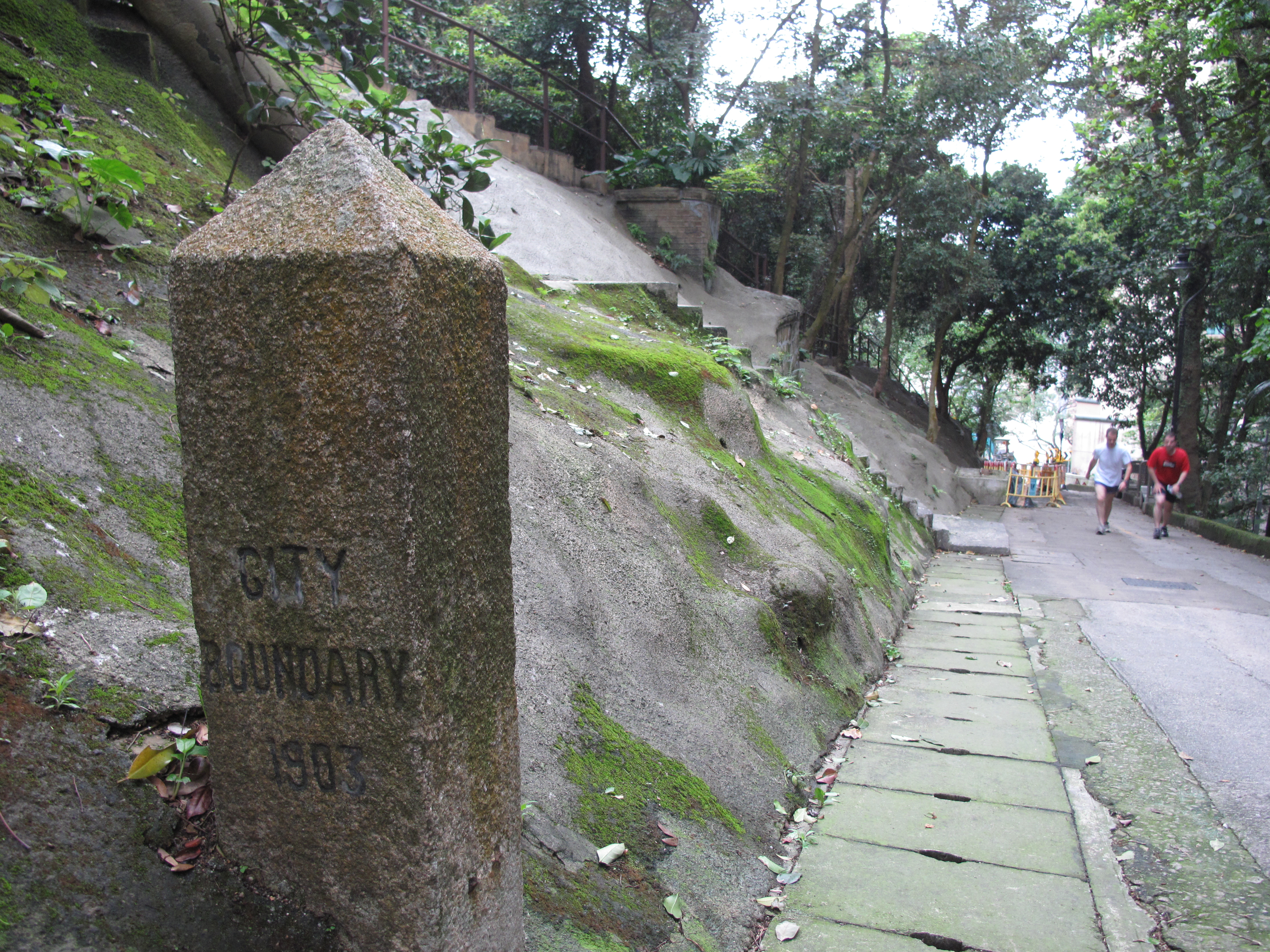
位於舊山頂道的維多利亞城界碑
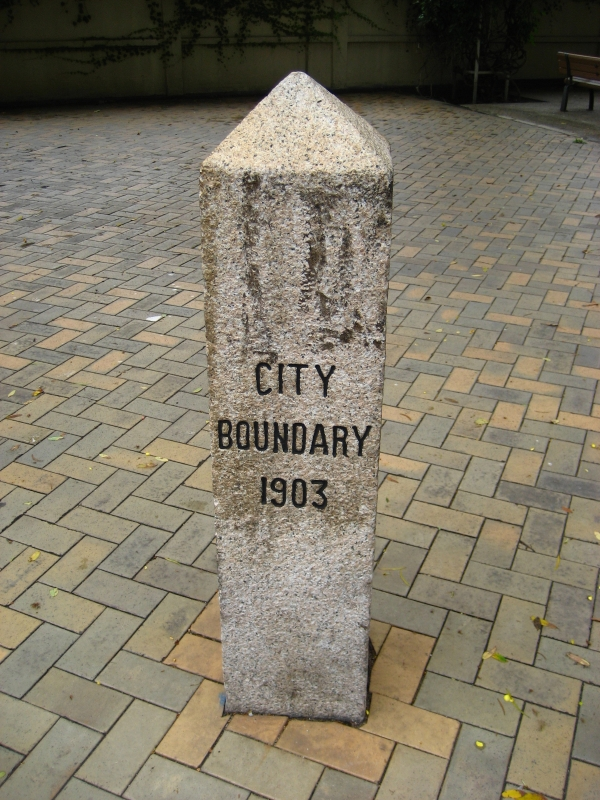
位於黃泥涌道的維多利亞城界碑
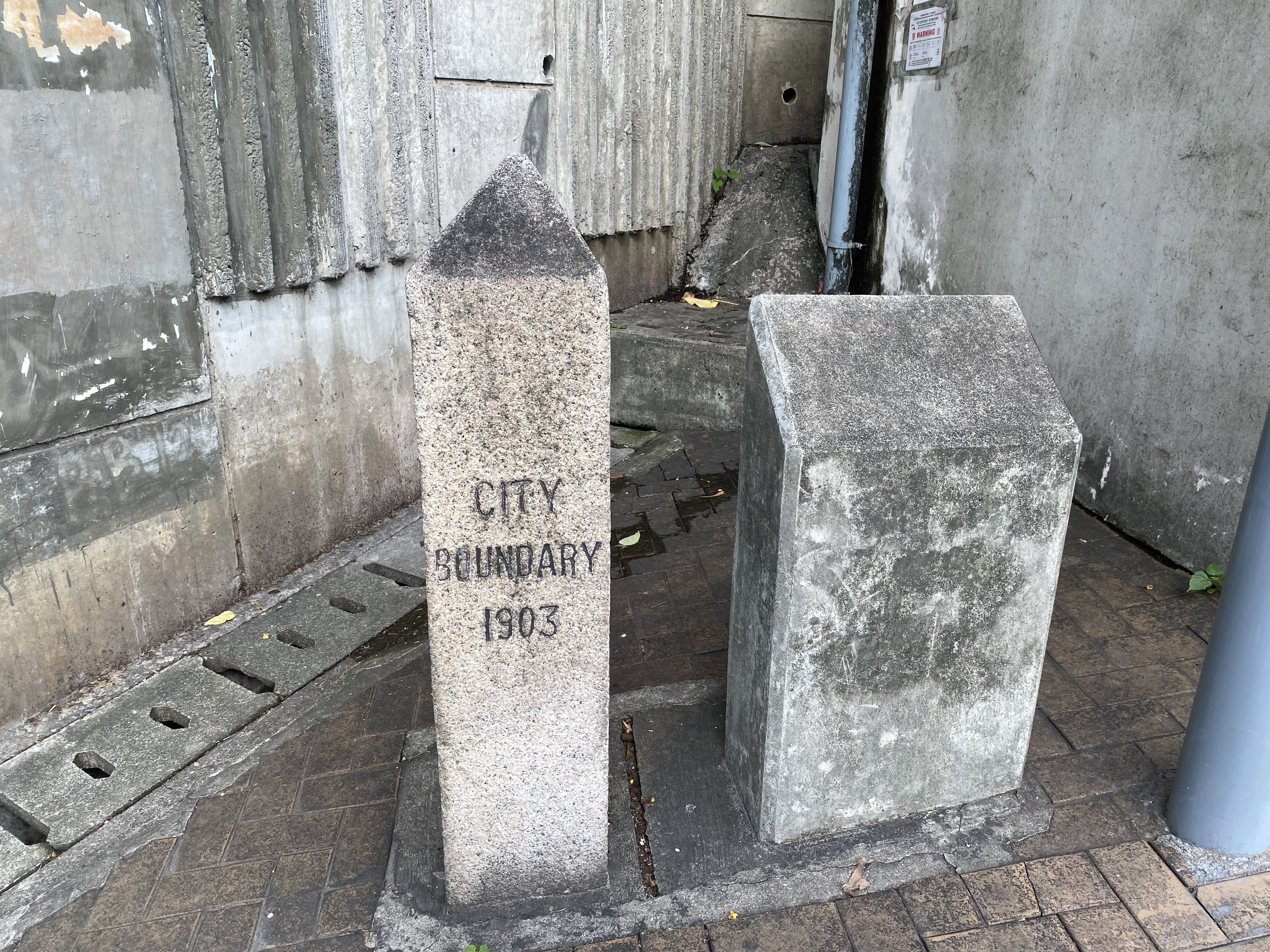
位於薄扶林道的維多利亞城界碑

## 外部連結
- 香港法例第1章《釋義及通則條例》附表1 -- 維多利亞市的界線
- rthk.hk 香港電台網站: 老土正傳: 第二章 : 《迷失的維多利亞城》
- 香港教育工作者聯會：本土歷史電子教材：中國的東方之珠 - 香港：維多利亞城